# Илдибад
Илдибад (некада помињан и као Хилдебад (умро 541. године) био је остроготски краљ у Италији, изабран да замени Витигеса који се уплео у неизвесне преговоре са Велизаром и морао је стога да напусти Равену. Илдибад је владао свега годину дана пре него што га је убио неки Гепид на једном дворском банкету. Након кратке владавине Ерарика, остроготски престо је наследио Илдибадов рођак Тотила.